# Historia piwowarstwa we Wrocławiu

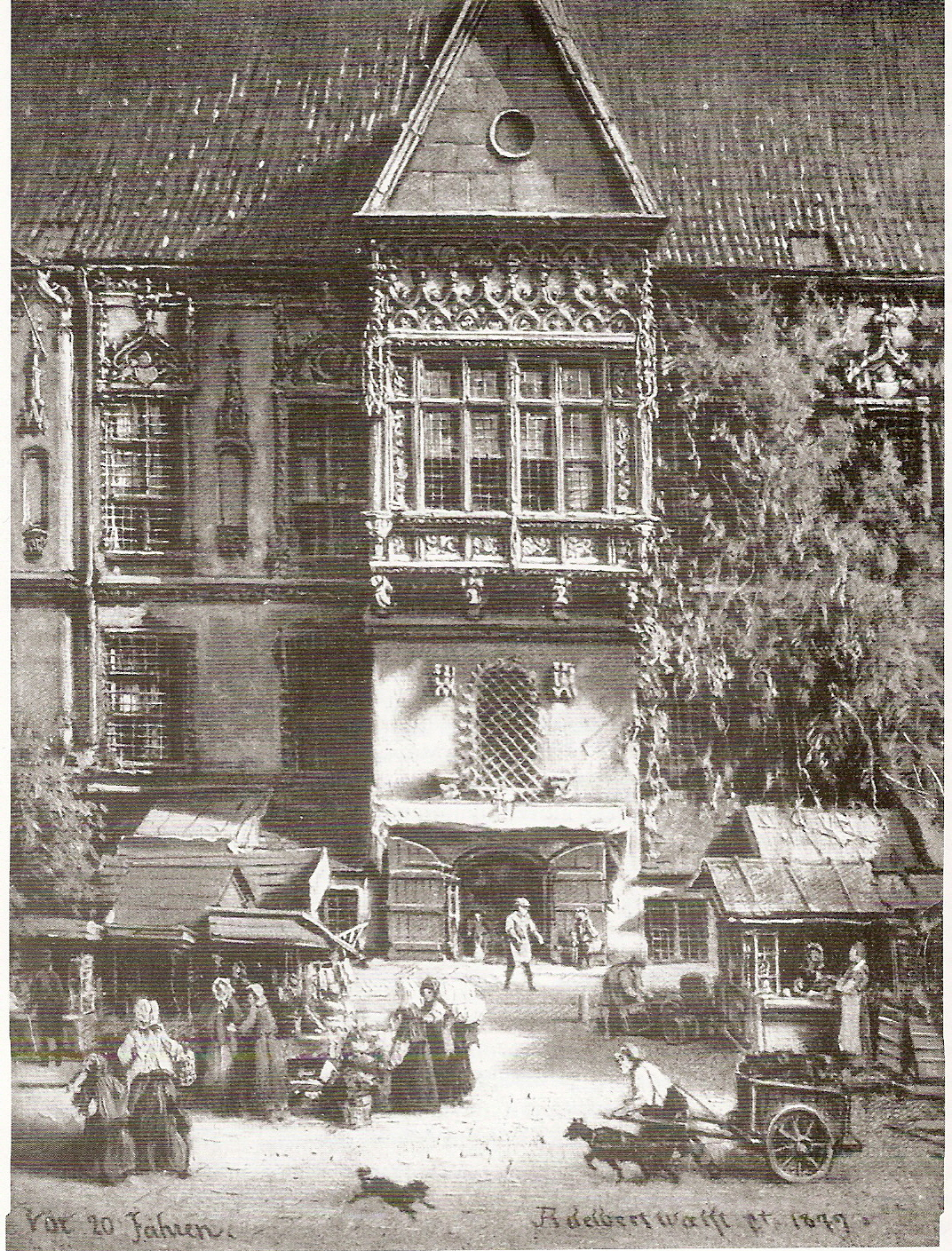
Obraz Adelberta Wölfla (1823-1896) Wejście do Piwnicy Świdnickiej, z ok. 1859 r.

Historia piwowarstwa we Wrocławiu – sięga początku istnienia miasta, bo już XI wieku. Po raz pierwszy wzmianka o uprawie chmielu pojawiła się w 1079 roku. W XV i XVI wieku Wrocław wraz ze Śląskiem należał do europejskich krain piwa. Niemiecki historiograf Nicolaus Henel von Hennenfeld w 1613 roku wspomina, iż we Wrocławiu było tak dużo rodzajów piwa, że każdy koneser mógł ugasić pragnienie.

## Historia piwowarstwa

### Średniowiecze
Historia piwa we Wrocławiu, jego produkcji, warzenia i spożywania sięga okresu średniowiecza. Pierwsze wzmianki o uprawie chmielu na terenach okalających Wrocław pochodzą z XI wieku, z 1079 roku. Pojawienie się piwa we Wrocławiu może wiązać się ze sprowadzeniem zgromadzenia kanoników regularnych św. Augustyna z Arrovaise we Flandrii do klasztoru Na Piasku w połowie XII wieku. Za nimi w mieście pojawiła się ludność walońska, trudniąca się tkactwem. Ich ulubionym trunkiem było piwo.
Pierwszym źródłem świadczącym o istnieniu zwyczaju warzenia i spożywaniu piwa był, wprowadzony przez księcia Henryka IV Probusa, dokument lokacyjny pochodzący z 1272 roku. Ów dekret wprowadzał prawo „mili piwnej”, na podstawie którego miasta w odległości jednej mili (ok. 7,5 km) od murów posiadały wyłączność na prowadzenie rzemiosła i handlu w tym warzenia i sprzedaży piwa. W 1290 roku „prawo mili” zostało ponownie poświadczone przez Henryka V Brzuchatego.

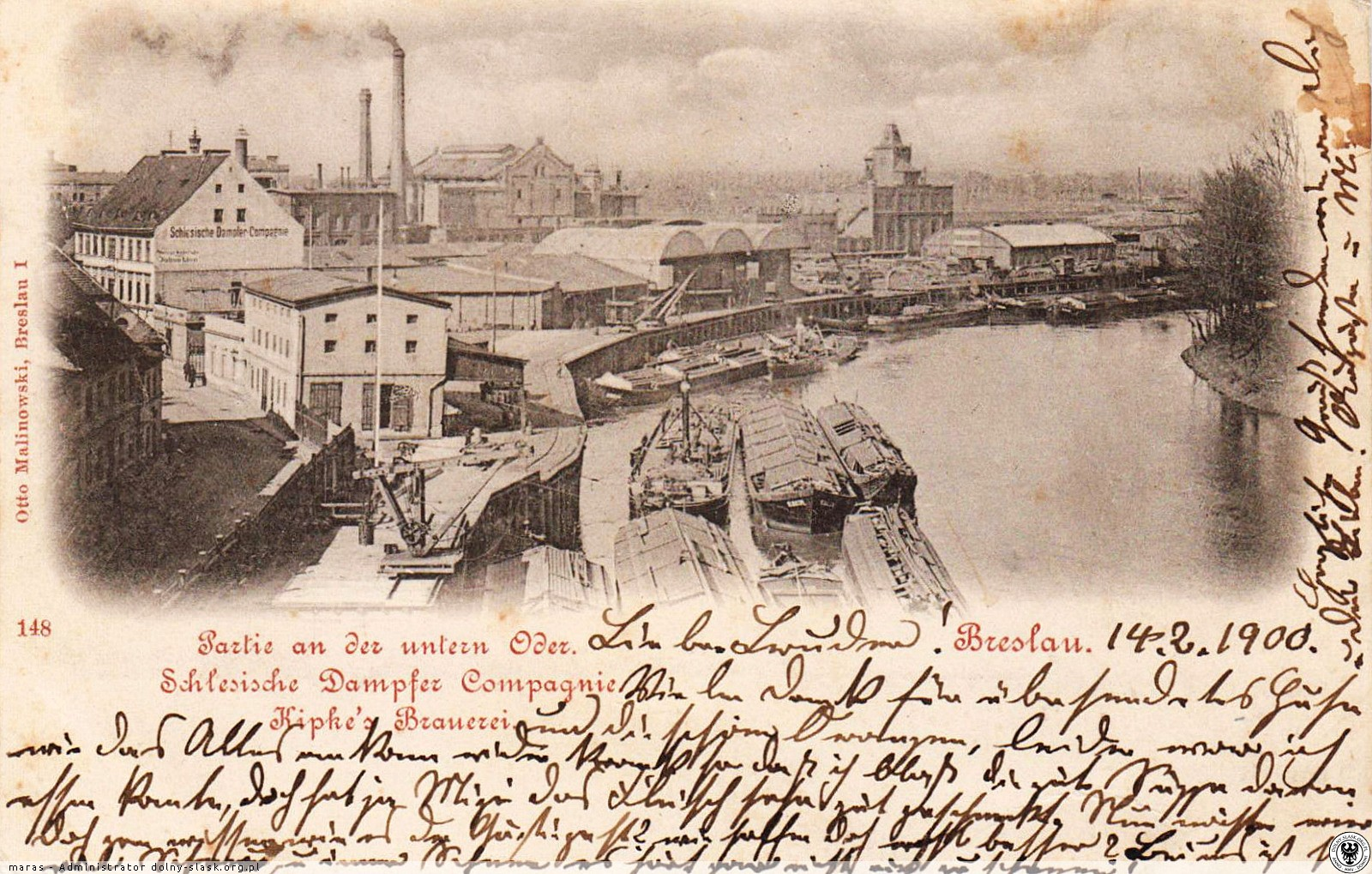
Browar Kipkego przy ul. Długiej.

23 września 1273 roku został wprowadzony nakaz opłaty za przynależność do cechu karczmarzy. W Kodeksie Dyplomatycznym Śląska opublikowano dokumenty, statuty rzemieślnicze, pochodzące z ok. 1300 roku, które zawierały przepisy dla dwóch grup związanych z wytwarzaniem piwa – karczmarzy i słodowników. Prawo przyznawało monopol na produkcję i sprzedaż piwa karczmarzom oraz mieszczanom posiadającym przywileje browarnicze zwane Brauurbar. Nakazywało również producentom chmielu sprzedaż wysokiej jakości produktu i zakaz sprowadzania piwa z innych regionów. Słodownicy mogli tylko wytwarzać podstawowy surowiec dla piwowarstwa, a sami warzyć piwo jedynie dla własnych potrzeb. Pod koniec XIII wieku, po wprowadzeniu prawa magdeburskiego, mieszczanie tych samych profesji zajmowali sąsiednie parcele. Ulica, nad którą były działki biegła wzdłuż fosy miejskiej od placu przy kościele św. Krzysztofa do ul. Ruskiej i nosiła nazwę Undern Melzern. Obszar wokół ulicy znajdował się poza murami miejskimi i był zasiedlany przez rzemieślników wytwarzających słód dla karczmarzy oraz przez przedstawicieli innych zawodów. Rada Miasta wytyczyła wówczas parcele na budowę słodowni. W XIV wieku obszar został zamknięty drugim obwodem fortyfikacji miejskich, tzw. międzymurze. Powstały wówczas liczne słodownie. Pierwsze na tyłach ulicy Świdnickiej, pomiędzy późniejszą Słodową (Hummerei) a Menniczą (ówczesną Groschin Gasse), gdzie do największej zaliczano słodownię powstałą w 1349 roku przed Bramą Świdnicką. Drugim rejonem powstawania słodowni były tereny na wschód od ul. Krupniczej, św. Antoniego oraz Ruskiej. Przy słodowni powstawały młyny mielące zboże potrzebne do wyrobu słodu. Jeden z nich, Młyn Siedmiu Kół, został wybudowany w 1292 roku na Czarnej Oławie, koło ulicy Krupniczej. Drugi mający podobne przeznaczenie znajdował się między Furtą Młyńską a Kępą Mieszczańską
Po roku 1300 do Wrocławia zaczęto sprowadzać piwa z innych miejscowości. Najbardziej znane było piwo świdnickie, pierwszy raz wzmiankowane w księdze rachunkowej miasta Henricus Pauper, w 1332 roku. Od niego swą nazwę wywodzi najstarsza piwiarnia Wrocławia – Piwnica Świdnicka, po raz pierwszy wzmiankowana w źródłach z 1418 roku. Cenionym trunkiem było również piwo ścinawskie, rozsławione głównie przez Konrada Garbatego. Sprowadzanie piwa spoza granic miasta powodowało niezadowolenie wśród miejscowych warzelników. Z tego powodu wybuchały spory, które znane są jako wojny piwne. Pierwsza „wojna” wybuchła z powodu sporu o prawo sprowadzania przez kapitułę piw zamiejscowych w latach 1380–1382 i spowodowała nałożenie na miasto interdyktu. Aby rozwiązać konflikt cechy we wrześniu 1389 roku, zwróciły się w tej sprawie do czeskiego króla Wacława IV. W 1390 roku, 4 stycznia, spisano nowy statut rzemieślników w tym i karczmarzy. Ponownie zabroniono sprowadzania piwa z innych miejscowości, a złamanie zakazu groziło grzywną jednej marki i przekazaniem trunku Piwnicy Świdnickiej. Produkcja piwa pozostawała w gestii zrzeszonych mieszkańców miasta. Inni mieszczanie mogli warzyć piwo w ilości czterech „Bier” na potrzeby własnej rodziny.

### Złoty okres karczmarstwa
W XVI wieku powstała dla karczmarzy konkurencja w postaci produkcji komunalnej. Cechy starały zapewnić sobie wyłączność na produkcję piwa jęczmiennego. W tym samym czasie na znaczeniu tracili słodownicy. W 1585 roku za zgodą Rady Miasta Korporacja Karczmarzy zakupiła zakład słodowniczy Weisse Rose przy ul. Menniczej 12, a w kolejnych latach słodownie: Przednią przy ul. Ruskiej 46, Tylną koło kościoła św. Barbary oraz Narożną przy Słodowej 24. Po 1500 roku Piwo Świdnickie było wypierane przez miejscowy trunek Der Breslauer Schöps (Wrocławski Baran). Piwo było produkowane w dwóch odmianach Weißer Schöps (Biały Baran) i Schwarzer Schöps (Czarny Baran). Obie marki przez szereg kolejnych lat rywalizowały ze sobą. Ich rywalizacja miała nierzadko bardzo poważne konsekwencje, a w walkę wtrącali się nawet monarchowie. Cesarz Maciej w dokumencie z 8 stycznia 1616 roku żądał od rady Miasta Wrocławia udowodnienia praw do warzenia piwa i zakazał produkcji Białego Barana. Trunek zaczęto ponownie warzyć podczas wojny trzydziestoletniej. Oba rodzaje piwa przestano produkować w połowie XVIII wieku.
W 1650 roku cesarz Ferdynand III wydał dekret Brauurbars-Instruction, na mocy którego wytwarzaniem sodu i warzeniem piwa mogli zajmować się jedynie ci, którzy posiadali przywilej książęcy lub królewski.
W 1696 roku przywilej na warzenie i szynkowanie piwa uzyskał cech karczmarzy „Zum Goldenen Stern”, mający swoją siedzibę pomiędzy ulicą Świdnicką 53 a Szewską. Od listopada tego samego roku cech rozpoczął wytwarzać piwo pod nazwą Bitterbier (Piwo Gorzkie). Nowa karczma wprowadziła w swoje progi nowe zasady i zwyczaje. Od godziny dziewiątej po usłyszeniu dzwonka wszyscy goście musieli opuścić lokal. W środku nie można było grać w kości, ani w karty, a także palić tytoniu. Za zbicie naczynia groziła grzywna w wysokości siedmiu grajcarów. Przed karczmą znajdował się napis Anno 1696 den 13. Tag Monats Dezembris wurde in diesem Haus das gersten Bier zum ersten Mal geschenkt (W roku 1696, dnia 13 grudnia, po raz pierwszy podano tutaj jęczmienne piwo).

### Karczmarze i karczmy

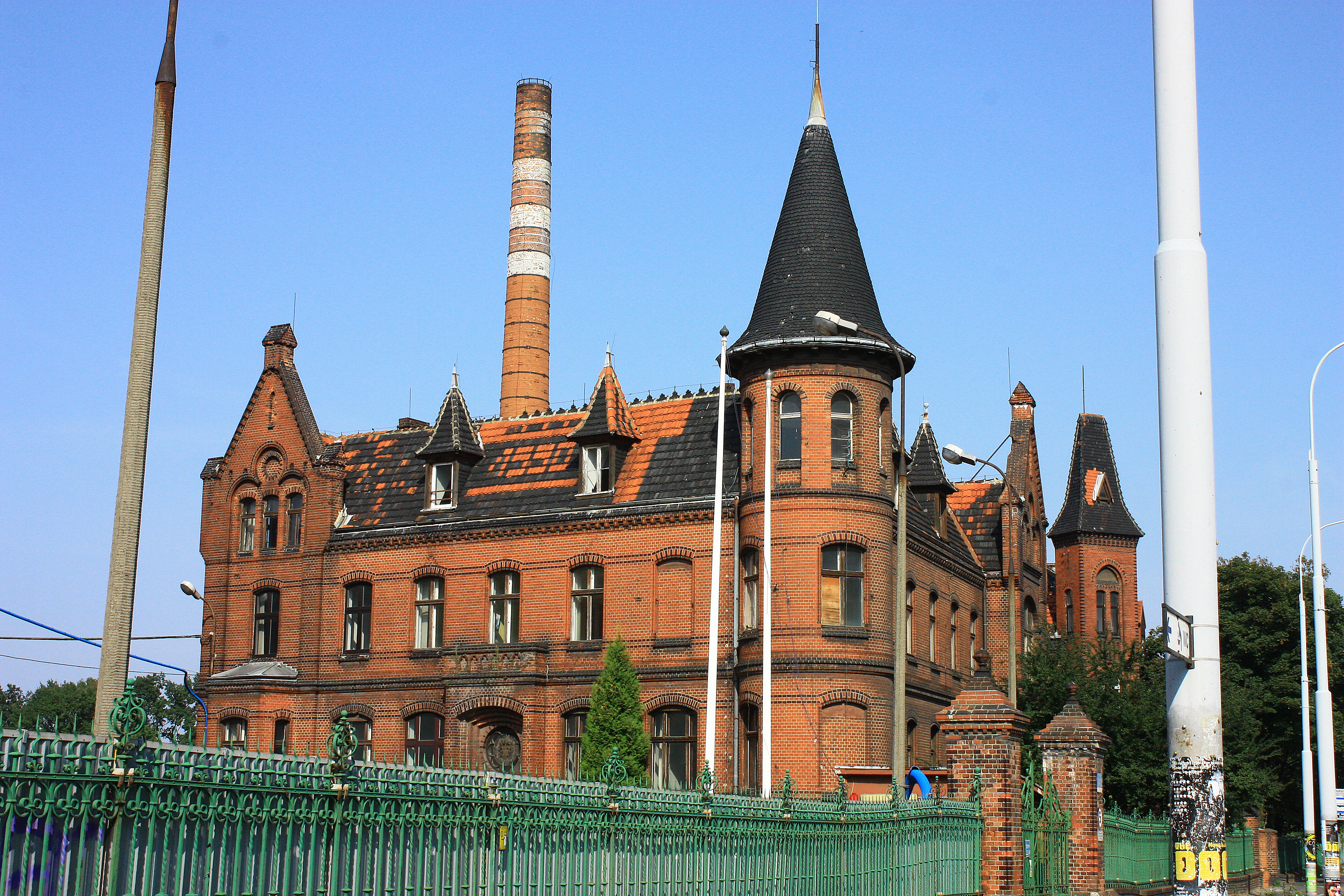
Browar Piast

Po raz pierwszy cechy z nazwy zostały wymienione w źródłach pochodzących z 1389 roku, jednakże o wzrastającym znaczeniu i zamożności cechu karczmarzy świadczy wzniesiona w 1342 roku kaplica przy katedrze św. Marii Magdaleny. Pod koniec XIV wieku przedstawiciele cechu zasiadali w Radzie Miejskiej. Do cechu karczmarzy mogły należeć jedynie osoby pochodzące z prawego łoża oraz które wyłożyły określoną opłatę na rzecz Rady Miasta i korporacji. Nikt z członków nie mógł założyć karczmy poza murami miasta, ale również nie mógł szynkować. Mógł jedynie produkować piwo we własnej piwnicy i sprzedawać je na miejscu. Największy cech karczmarzy powstał w 1703 roku za sprawą cesarza Leopolda I. W 1499 roku we Wrocławiu funkcjonowały 94 karczmy. Kilka lat później na podstawie spisu członków cechu w mieście zarejestrowanych jako karczmarzy było 167 osób. W XVII wieku było już 206 gospód, lecz liczba ta spadła do 127 po wojnach śląskich.
Karczmy powstawały najczęściej w budynkach narożnych. Najstarszym znanym lokalem był Zum Birnbaum założony w 1290 roku i mieścił się przy głównej ulicy miasta Breitestrasse (obecnie ul. J.E. Purkyniego). Gospoda wyróżniała się trunkami Salvator-Bier oraz Weißer Bock i była czynna jeszcze w 1878 roku, kiedy to przeszła w ręce Gustava Sternagela-Haase. Innymi bardziej znanymi gospodami były piętnastowieczne Kaltenstein w Rynku, Schweinhaupt przy ulicy Schubrücke (Szewska), XVI wieczne Zwei Kegel, Neißer Herberge i Alter Weinstock, wszystkie przy Ohlauer Strasse (ul. Oławska). W późniejszych wiekach do najbardziej popularnych karczm należały gospody Zum goldenen Hecht (powstała w 1703 roku przy Reuschestr. 63, obecnie Ruska), Zum Wallfish (1700 Messergasse 20, ul. Nożownicza), Grossen Meerschif (1635 ul. Ruska 28), Zum Grenzhaus (z 1774 ul. św. Mikołaja), Drei Kronen (1602 róg Łaciarskiej i Kotlarskiej), Zum weißen Haus (z 1695 ul. Nowy Targ) i Goldene Marie (ul. Purkyniego).
Istniała grupa mieszczan, która posiadała specjalne uprawnienia do produkowania piwa. Ze spisów z 1403/1404 roku, gdzie znajdowały się informacje dotyczące Kwartału Kupców oraz Rzeźników, Kwartału Wielkiego, Kwartału Kuśnierzy, Słodowników, Nowego Miasta i Wyspy Piaskowej wiadomo, iż ok. 334 osób na 1600 rzemieślników płaciło specjalny podatek browarniczy exaccio taberne. Znaczenie uprawnionych mieszczan w produkcji chmielowego trunku było niewielkie. Wilkierz z 1477 roku pozwalał na warzenia marcowego piwa stołowego i jęczmiennego, ale jedynie na własne potrzeby. Wszelkie przekroczenia limitu lub łamanie prawa było karane grzywną. Według Zarządzenia Rady Miasta z 28 października 1530 roku ograniczono prawo mieszczan do warzenia piwa do czterech „Bier”.

### Przepisy związane z zawodem karczmarza
Korporacje piwne działały na mocy przepisów zawartych w statutach wydanych przez króla Wacława IV z 1390 roku, a następnie kolejnych władców: Zygmunta Luksemburskiego z 1420 roku i Albrechta Habsburga z 1439 roku oraz Wilkierza. Przepisy dotyczyły wszystkich związanych z procesem wywarzania napoju piwnego. Regulowały m.in.:
- nakaz przekazania 3/4 wiardunku, z chwilą przystąpienia, do kasy korporacji i Rady Miasta;
- uczestniczenie w kwartalnych zebraniach odbywających się w Piwnicy Świdnickiej;
- kierowanie produkcją i szkolenie nowej obsługi. Chętni do nowego zawodu musieli mieć 18-20 lat. Pierwszy rok odbywali służbę jako młodszy parobek, następnie przez kolejne półtora roku jako parobek. U czeladników, według zarządzenia z 5 stycznia 1620 roku, okres terminowania trwał 6 lat. Po takim okresie kandydat osiągał stopień czeladnika piwowarskiego. Podobny okres wprowadzenia i szkolenia istniał u szynkarzy.

Wilkierz ustanawiał przepisy etyczne. Znajdował się tam zapis, iż piwowar nie mógł pracować w dwóch browarach jednocześnie. Musiał utrzymywać w czystości proces przerzucania słodu, czystość beczek, rynien i kadzi. W XVI wieku istniały również przepisy dotyczące zachowania się pracowników, mówiące o punktualnym przychodzeniu do pracy, nieprzeklinaniu, niepiciu i niehałasowaniu. Majstrowie byli zobowiązani do pobierania opłat od młodszego personelu za udzielanie nauk. W XVI wieku wprowadzono wolne dni pracy w święta: Trzech Króli, Matki Boskiej Gromnicznej, Zwiastowania, Wniebowstąpienia.

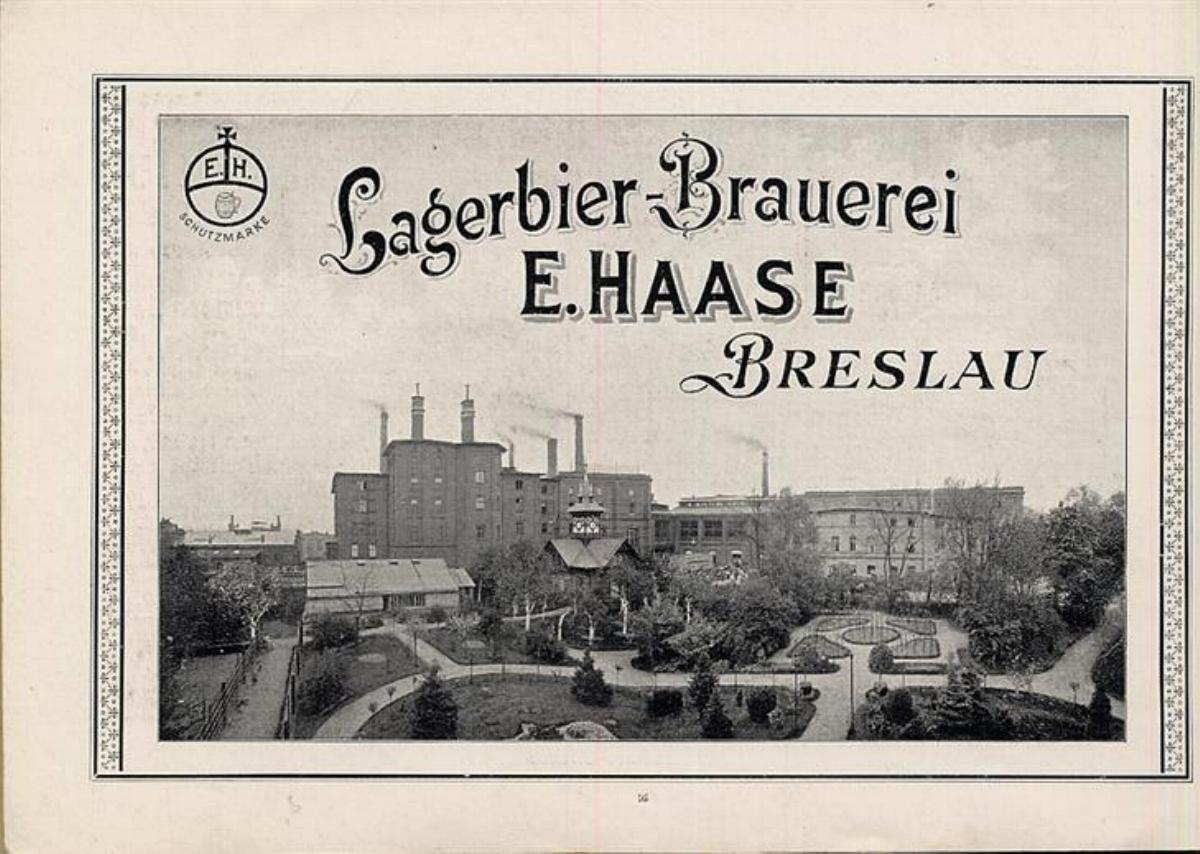
Browary E. Hasse Brauerei

## Przemysł browarniczy w XIX i XX wieku
Pod koniec XVIII wieku we Wrocławiu funkcjonowało 127 karczm. Większość z nich, warzyła własne piwa tzw. piwa cienkie. W 1835 roku pojawił się nowy rodzaj piwa – piwo bawarskie. W mieście jako pierwsi podawali je w karczmie „Gorkauer Keller”. Pierwsze piwo typu bawarskiego własnego waru zostało zaserwowane w Piwnicy Świdnickiej 18 grudnia 1837 roku przez Karla Friebe. Z chwilą pojawienia się nowego piwa zaczęły powstawać nowe browary. W 1839 roku pierwszy browar wybudował J.A. Weberbauer. Wiele karczm przekształciło się w małe zakłady browarnicze, większość jednak została zamknięta. W 1875 roku we Wrocławiu piwo warzono w 70 browarach w których pracowało 527 pracowników; w 1907 roku funkcjonowało już tylko 31 browarów. W zakładach tych produkowano 725 659 hl rocznie (1911). W 1943 roku we Wrocławiu zarejestrowanych było kilkanaście browarów. Wytwarzane piwo sprzedawane było głównie na Śląsku oraz w Wielkopolsce, na Pomorzu, w Brandenburgii i w Berlinie. Do największych zakładów piwowarskich należał pierwszy browar parowy Augusta Johanna Weberbauera wybudowany w 1839 roku. Zakład znajdował się przy ulicy Teatralnej 5 wraz z przylegającą do niego restauracją. Właścicielem drugiego, równie wielkiego browaru, był Carl August Friebe. Jego zakłady znajdowały się przy ul. Hummerei (obecna Kazimierza Wielkiego). W latach 60. XIX wieku był największym zakładem browarniczym. Istniał do końca XIX wieku. Innymi późniejszymi zakładami były: największy browar wrocławski Georga Haasego „E. Hasse Brauerei” (ul. Krakowska), browar „Schultheiss-Brauerei A.G.” – jedyny browar, który kontynuował produkcję po II wojnie światowej i istniejący później pod nazwą Browary Dolnośląskie Piast SA; browar „Bürgerliches Brauhaus A.G.”, późniejszy Browar Mieszczański (ul. Hubska), browar „C. Kipke Brauerei A.G.” (ul. Długa), browar „Brauerei Sacrau G.m.b.H”. (na Zakrzowie) i browar „Engelhardt Brauerei A.G.” (ul. Wiwulskiego).

## Wiek XXI
W listopadzie 2001 roku Browary Dolnośląskie zakupiła grupa Carlsberg; w 2004 roku zaprzestano w nim produkcji piwa. W 2015 roku w stolicy Śląska działały m.in. browary: restauracyjne Spiż i „Złoty Pies” oraz rzemieślniczy Browar Stu Mostów.